# 山岸工業
山岸工業株式会社（やまぎしこうぎょう）は埼玉県蓮田市に本社を置く木造住宅ハウスメーカー。埼玉県内の蓮田市・さいたま市・上尾市・桶川市・北本市・鴻巣市・白岡市・伊奈町を施工範囲としている。
対外的なコーポーレートブランドネーム（商標）としてはコタエルハウスの名称を用いている。

## 沿革
- 1923年 - 神社・仏閣を中心とする建築業として創業。
- 1949年 - 山岸製材工場有限会社を設立。
- 1965年 - 山岸木材工業株式会社を設立。
- 1972年 - 山岸工業株式会社を設立。
- 1991年 - 現在地に本社ビルを施工。
- 1992年 - 埼玉県北本市本宿に北本店（営業所）を開設。
- 1994年 - OMソーラー展示場を開設。
- 1997年 - フォルクスハウス展示場を開設。
- 2003年 - さいたま市大宮区に大宮店（営業所）を開設。
- 2004年 - さいたま市南区に浦和店（営業所）を開設。
- 2006年 - リフォーム事業部を開設。
- 2009年 - 住宅展示館（さいたま市大宮区）を開設。
- 2013年
  - コタエルハウスのブランドネームを新設。
  - 品質保証の国際規格ISO9001を認証取得。
- 2013年 - 品質保証の国際規格ISO14001を認証取得。
- 2014年 - 大成町モデルハウスを開設。
- 2018年 - 北本市二ツ屋に北本店（営業所）を移設。
- 2021年
  - 住宅展示館（さいたま市大宮区）をリニューアル。
  - 大成町モデルハウス（現・大宮モデルハウス）をリニューアル。
- 2022年 - 住宅展示館（さいたま市大宮区）3Fショールームをリニューアル。
- 2023年 - 創業100年を迎える。パナソニックビルダーズグループ加盟。テクノストラクチャー工法の大宮MINIMALモデルハウスを開設。

## 店舗
- 蓮田店
- 大宮店
- 北本店

## 加入団体
- 埼玉県宅地建物取引業協会
- OMソーラー協会
- 埼玉建築士会
- パナソニックビルダーズグループ

## 主な部門業務
- 建設事業部 - 一般建築事業 （木造在来、2×4、高気密・高断熱住宅、ZEH住宅、テクノストラクチャー工法）・特販事業 （マンション、アパート、店舗、工場）・公共事業 （公共工事指名入札参加）
- 不動産事業部 - 分譲住宅の企画・販売、不動産売買・仲介・賃貸
- 注文住宅事業部 - 自社オリジナルの注文住宅ブランド「MINIMAL」「Limited」「フルオーダー」「comi」「クレイル」「セグロ」「With家」「エコリプル」「ワークサン」の開発・設計・施工
- リフォーム事業部 - 自社リフォームブランド「Y建築工房」の総合リフォーム事業
- OMソーラー事業部 - OMソーラー協会加盟店
- デベロップメント事業部 - 飲食店（レストランバー）「森のレストラン「すっぴん」」の経営

## グループ会社
- 株式会社ヤマギシライフコーポレーション
- 山岸木材工業株式会社
- 東條商事株式会社
- 株式会社平和自動車
- 東洋タクシー有限会社
- コロナ株式会社
- 株式会社与野交通
- 株式会社浦野建具
- 有限会社栄厚商会

## 社会貢献活動
- 文化活動 - 地域社会貢献の一環として、各地の祭礼に参加をしている。毎年7月に大和田公園で開催されるさいたま市花火大会、北区日進町での大宮七夕祭りなどで各地域との交流を深め、地域に根差した店舗運営を行っている、としている。
- 神社建築、奉納 - 創業時より多くの神社・仏閣の建築をしている。現在も地域の振興促進を願い、稲荷神社などの建築、奉納を行っている。
- 自然エネルギーへの取組 - 自然エネルギーの活用の一環として、メガソーラー事業も拡大している。
- 安全管理への取組 - 安全管理の一環として、同社グループ企業及び関連会社への安全管理意識を高めるため、毎年10月ごろに伊奈町県民活動センターにて安全大会を開催している。

## スポーツ活動
- 蓮田マラソンのメインスポンサーとして契約しており、蓮田中学校等の青少年スポーツへの貢献など、地元埼玉で活動するスポーツチームへの振興を積極的に行っている。

## テレビCM
- テレビ埼玉
- 日本テレビ
- TOKYO MX

## ラジオCM
- FM NACK5
- TBSラジオ

## CMソング
- 100周年CM動画
  - 歌はシンガーソングライターのHaruna、線画はイラストレーターの秋山花が担当。